# Vrbanja (rivière)
Pour les articles homonymes, voir Vrbanja (homonymie).
La Vrbanja (en serbe cyrillique : Врбања) est une rivière de Bosnie-Herzégovine, affluent droit du Vrbas,,. Sa longueur est de 85,3 km.
La Vrbanja appartient au bassin versant de la mer Noire ; son propre bassin s'étend sur 703,6 km2. Elle n'est pas navigable.

## Parcours
La Vrbanja prend sa source au pied du mont Vlašić près du village de Vrbanja (au nord de Travnik) à une altitude de 1 530 m.  Elle traverse alors d'étroites vallées entourées de montagnes, vallées qui s'élargissent à la hauteur de Kruševo Brdo II, de Šiprage, de Vrbanjci, de Kotor Varoš et de Čelinac. Elle se jette dans le Vrbas à proximité du centre historique de Banja Luka, après une dénivellation de 1 356 m.

## Affluents
De nombreux affluents de la Vrbanja naissent dans les monts Lisina, Čemernica, Očauš, Borja et Uzlomac. Dans son parcours, il reçoit sur sa droite les eaux de la Kruševica-Bobovica, du Lopača, du Trnovac, de la Crkvenica, du Stopanski potok, de l'Ulički potok, de la Maljevska rijeka, de la Kruševica , de la Jezerka, de la Bosanka, du Jelovac, du Smrdelj, de l'Uzlomački potok, de la Svinjara, de la Crna rijeka et de la Jošavka et, sur sa gauche, celles du Čudnić, du Kovačevića potok, du Crepovski potok, du Tuleški potok, du Ćorkovac, de la Demićka, du Sadika, de la Grabovička rijeka, de la Duboka, de la Vigošća/Vigošta, de la Cvrcka, de la Jakotina, du Marića potok, du Bijeli potok et du Tovladićki potok,,.

## Transports
La vallée de la Vrbanja est empruntée par la route Banja Luka-Kotor Varoš-Maslovare en direction de Teslić et Doboj, l'accès à Šiprage. De Banja Luka à Čelinac, elle est empruntée par la voie ferrée Banja Luka-Doboj.